# Gegenion

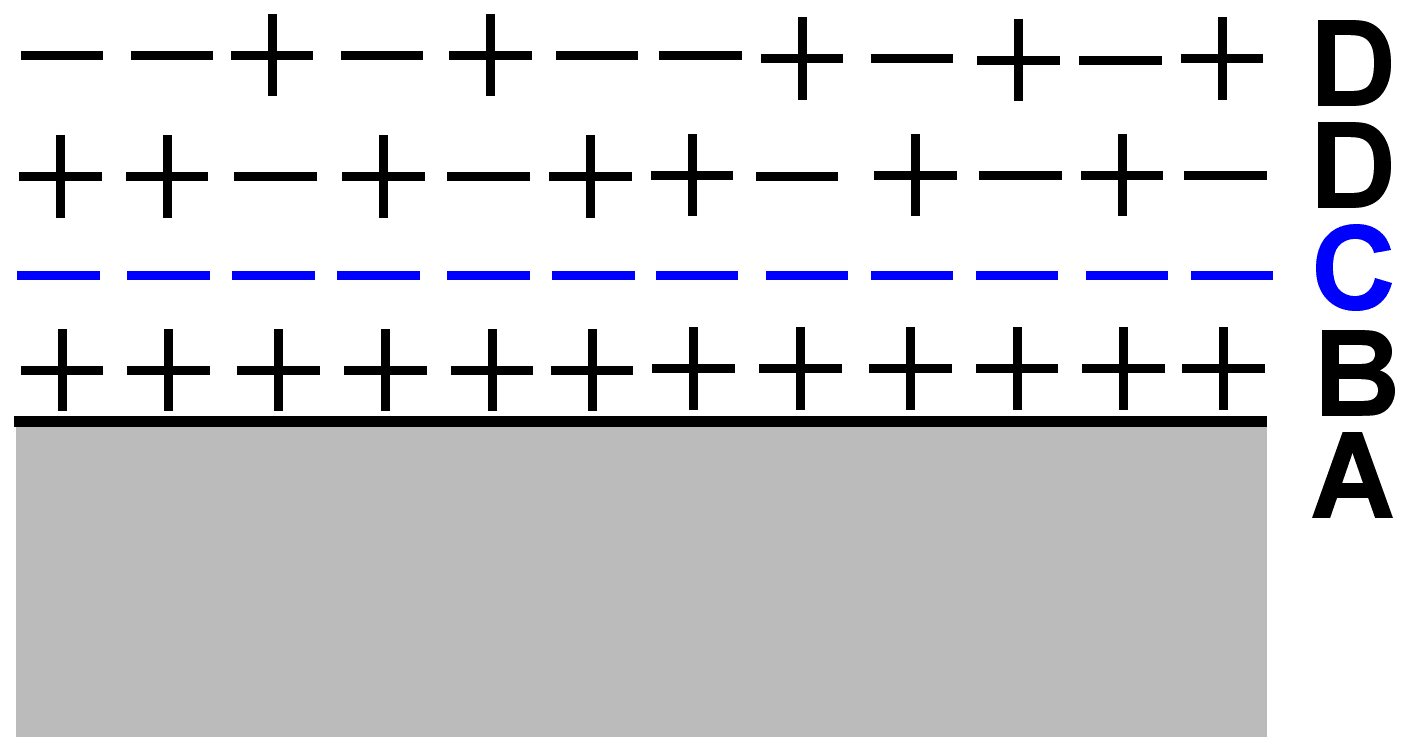
An der Adsorptionsfläche A werden hier Kationen B (positiv geladene Ionen) adsorbiert. Darüber lagert sich eine Schicht an Gegenionen C (hier Anionen) an. Die gewöhnlichen Ionen D (Kationen und Anionen) bewegen sich in der Elektrolytlösung darüber.

Ein Gegenion ist ein Ion, das in der Chemie ein elektrisch geladenes Teilchen begleitet, um die elektrische Neutralität des Systems zu gewährleisten. Gegenionen sind also Ionen mit entgegengesetztem Ladungsvorzeichen, die die elektrische Ladung eines Kations oder eines Anions ausgleichen.
Oft verbindet man den Begriff Gegenion mit Ionenwolken – frei beweglichen Ionen – in einer Elektrolytlösung, die sich in der Umgebung eines Ions (z. B. einer Micelle oder einer anderen Grenzfläche) entgegengesetzter Ladung ansammeln. Wenn dabei eine Ionenart an der Grenzfläche selektiv adsorbiert wird, entsteht eine entsprechend elektrisch aufgeladene Schicht. Die Ladung dieser Schicht führt dann zu einer Anreicherung von Gegenionen in der unmittelbar angrenzenden Lösungsschicht.

## Beispiele
- Im Kochsalz wird das Natrium-Kation (Na+) durch das Chlorid (Cl−, ein Anion) begleitet und umgekehrt
- In den Hydrofluoriden von Aminen ist Fluorid (F−) das Gegenion
- In den Hydrochloriden von Aminen ist Chlorid  (Cl−) das Gegenion
- In den Hydrobromiden von Aminen ist Bromid  (Br−) das Gegenion
- In den meisten Seifen sind die Gegenionen der Fettsäure-Anionen entweder Natrium- oder Kalium-Kationen (Na+ oder K+)